# Ramularia hyperici
Ramularia hyperici är en svampart som beskrevs av U. Braun & Scheuer 1995. Ramularia hyperici ingår i släktet Ramularia och familjen Mycosphaerellaceae.   Inga underarter finns listade i Catalogue of Life.